# Charmian Clift

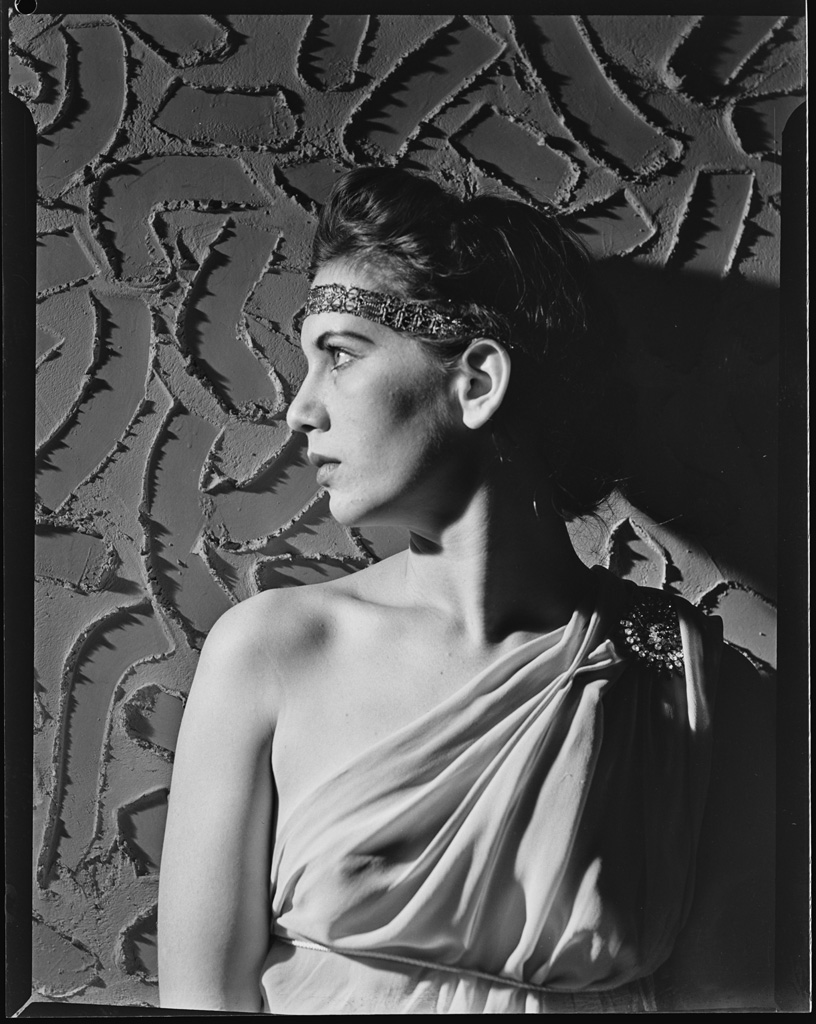
Charmian Clift, 1941

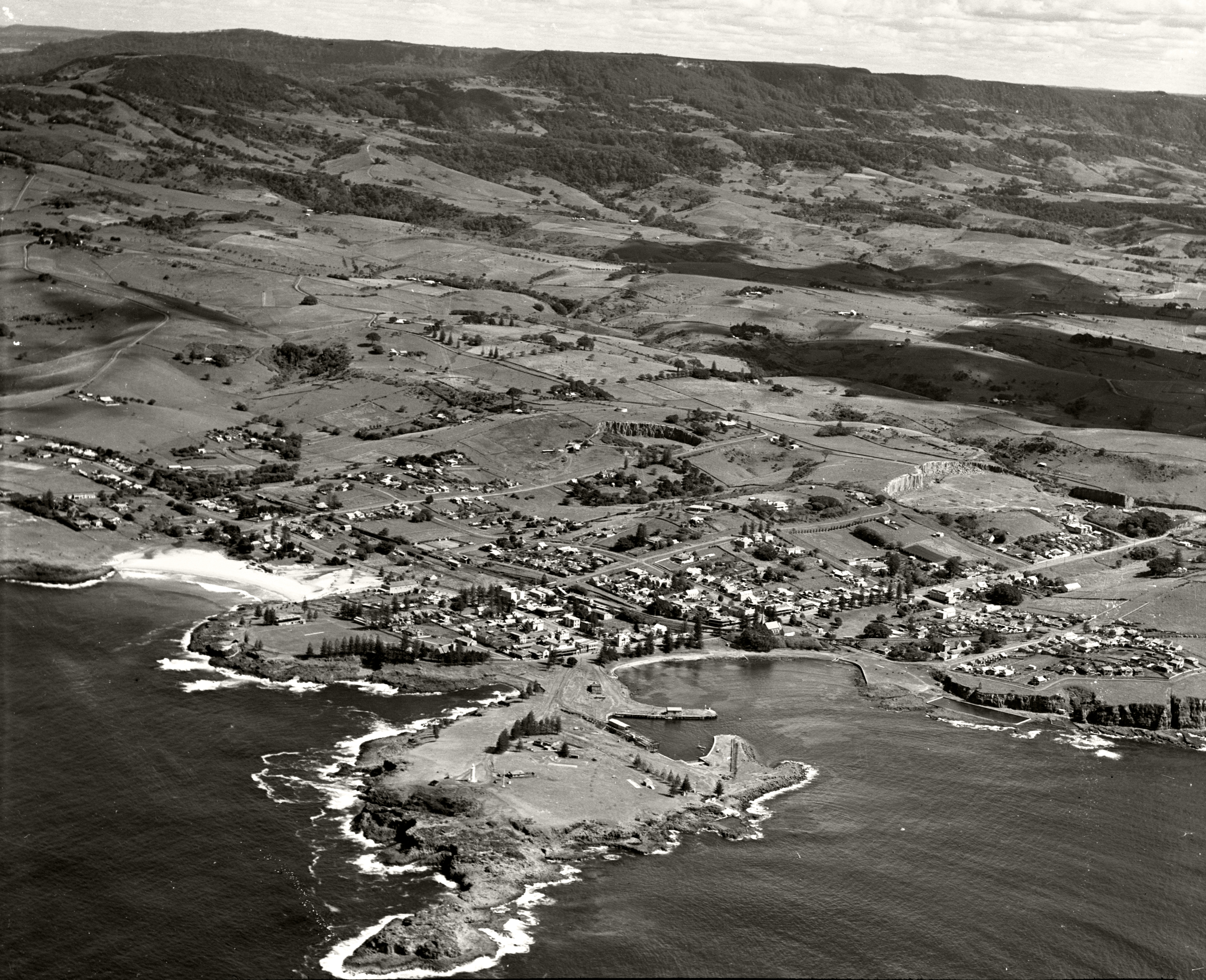
Luftaufnahme von Kiama, 1936

Charmian Clift (* 30. August 1923 in Kiama, New South Wales; † 8. Juli 1969 in Sydney) war eine australische Schriftstellerin.

## Leben
Bereits als Kind verfasste Charmian Clift Gedichte, wie der Abdruck eines Gedichts der Achtjährigen in jambischen Dreihebern in der örtlichen Tageszeitung The Kiama Independent belegt. Doch Kiama bot nicht viel Entwicklungsmöglichkeiten für Teenager. Sie wohnte in einem der ärmlichen, Wellblech-gedeckten Holzhäuser am Rand des Ortes ganz in der Nähe des Steinbruchs. Sie hatte das Gefühl, „weggehen zu müssen in die große, böse Welt und etwas Besseres zu tun, als es irgendjemand sonst tun könnte“ („to get out into the big bad world and do something better than anyone else could do“).
Das Preisgeld eines Beach-Girl-Schönheitswettbewerbs in ihrer Heimatstadt im Jahr 1941, aus dem sie als Siegerin hervorging, gilt als Start ihrer Karriere und ermöglichte ihr die Verwirklichung dieser Idee. Schon bald danach zog sie nach Sydney, wo sie im Stadtteil Kings Cross zunächst als Platzanweiserin im Minerva Theatre und als Model arbeitete. Das Minerva war zu dieser Zeit noch ein Revue-Theater, bevor es 1950 in ein Kino umgewandelt wurde. Im Jahr darauf wurde sie schwanger und gab unter dem Druck ihrer Familie das Kind Suzanne zur Adoption frei.
Ein Neuanfang war ihr Eintritt in die australische Frauenarmee. Dort sollte sie Pressearbeit leisten, wurde aber von der Melbourner Tageszeitung Argus abgeworben. Schon bald löste die attraktive 20-Jährige einen Skandal aus, indem sie an ihrem neuen Arbeitsplatz vom ersten Tag an den elf Jahre älteren Kriegsreporter für Asien und den Pazifik, George Johnston (1912–1970), hofierte. Die fristlose Kündigung, die bald folgte, quittierte der „Goldjunge“ Johnston, der wesentlich für den Umsatz von Argus verantwortlich war, mit der Aufgabe der Zusammenarbeit mit diesem Blatt.
Das Paar heiratete 1947, in diesem Jahr erschien auch ihr erster gemeinsamer Roman High Valley und Clift war mit dem ersten von drei gemeinsamen Kindern schwanger. Der Literaturpreis Sydney Morning Herald novel prize, der darauf folgte und der mit 2000 £ dotiert war, wurde zu der Schlagzeile „Journalist und seine Ehefrau gewinnen Literaturpreis“ diminuiert. Auch später wurde ihre literarische Arbeit häufig nur als Hilfsarbeit für ihren Mann wahrgenommen. Sie selbst äußerte hierzu:

“At this point I should have taken wings and started to fly but […] I was involved in having children […] I think those are terribly difficult years for any young woman and for a young woman who wants to write or paint or anything else, even more so.”

„Zu diesem Zeitpunkt hätte ich mich eigentlich beflügeln lassen und anfangen sollen zu fliegen, aber natürlich war dies auch der Moment, Kinder zu bekommen. […] Ich denke, das sind furchtbar schwierige Jahre für jede junge Frau und für eine junge Frau, die schreiben oder malen oder irgendetwas anderes machen will, sogar noch mehr.“

Stattdessen führte sie weiter den täglichen Kampf mit dem Alltäglichen, den praktischen Verpflichtungen als Mutter und Hausfrau, die ihren Karrierewünschen entgegenstanden. Dieses Dilemma thematisierte sie in dem ABC-Hörspiel Diary of a Modern Woman, das sie bereits 1949 geschrieben hatte und das von Ende März bis Juli 1953 produziert wurde.
Das Paar lebte fortan in einer Symbiose gemeinsamer Arbeit teils an den gleichen Themen. Bis zu ihrem Tod erschienen 30 Bücher. In dieser Partnerschaft gab es keine Konkurrenz. Nadia Wheatley schreibt, Johnston habe seine Frau „… als Schriftstellerkollegin anerkannt, und viele Jahre lang räumte er sogar öffentlich ein, dass sie nach literarischen Maßstäben eine bessere Schriftstellerin sei als er.“ Und weiter: „Eines der häufigsten Missverständnisse über die Beziehung war, dass Charmian ständig eifersüchtig auf Georges Leistung und Erfolg war.“

### Europa

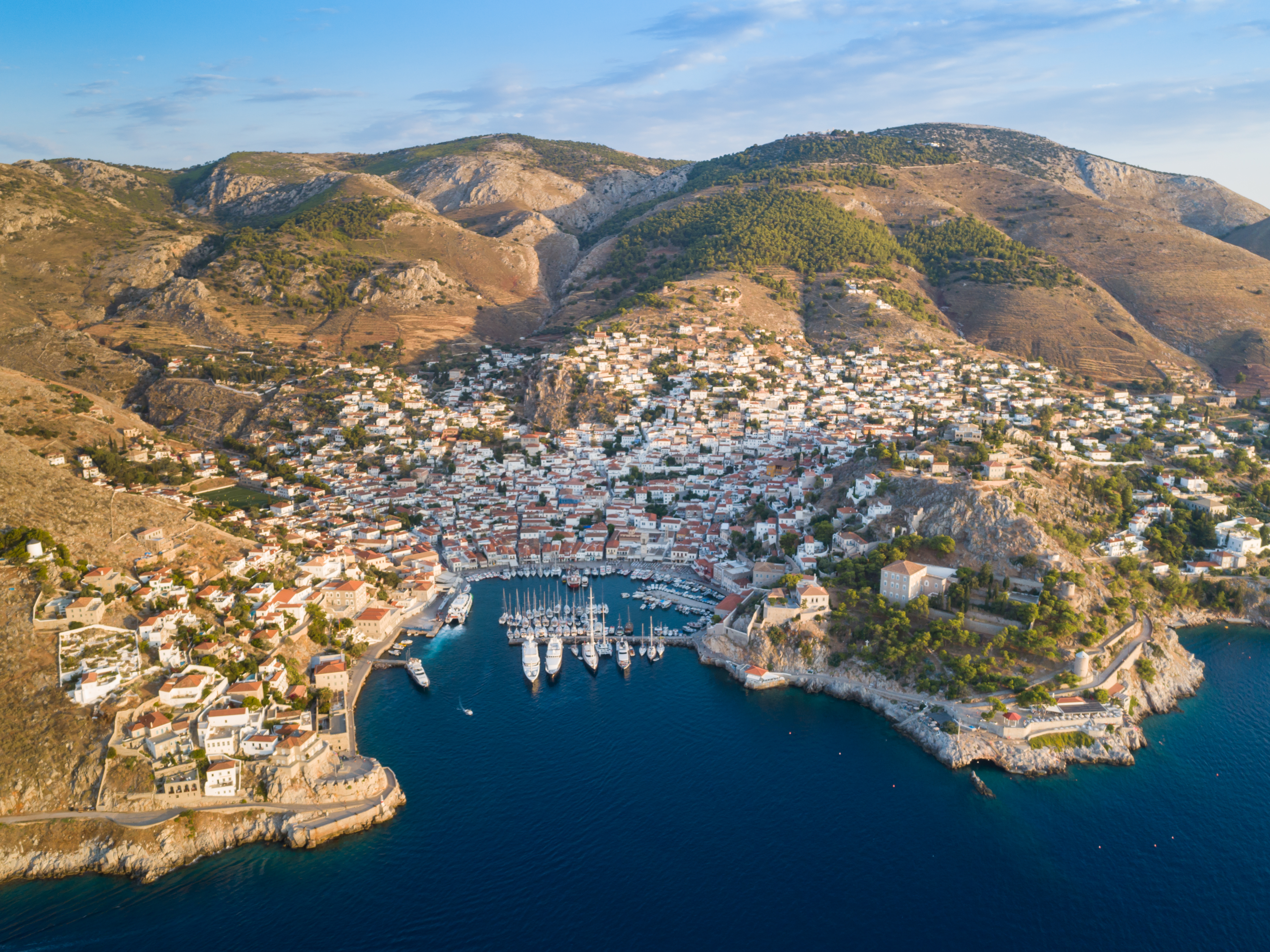
Hydra

Die politisch konservative Ausrichtung Australiens unter seinem Premierminister Robert Menzies, der 1949 erneut in dieses Amt kam, bewegte das Paar 1951 zur Ausreise nach Großbritannien. George Johnston hatte dort ein Engagement in der Fleet Street, doch ging es schon bald weiter in die Ägäis. Lag das Auswanderungsziel London seit mindestens dem 19. Jahrhundert im Mainstream eines „zunehmend kosmopolitischen und transnationalen Austausches von Schriftstellern, Lesern und Verlegern“, so löste die Destination einer griechischen Insel in Australien Verwunderung und große Neugierde aus.
1954 zogen sie auf die Insel Kalymnos, wo sie sich eine Hausangestellte leisteten, um unabhängig von diesen häuslichen Verpflichtungen ihrer gemeinsamen Schreibtätigkeit nachgehen zu können. Jahre später zurück in Australien äußerte sie ihre Dankbarkeit für diese Entscheidung, denn „irgendetwas muss man abgeben. Das ist die Hausarbeit oder die Kinderbetreuung, nicht das Schreiben. Aber man müsse sich das leisten können.“ Mit dem Bezug ihres neuen Hauses auf der Insel Kalymnos begann Clift, Tagebuch zu führen. Daraus entwickelte sie die Reiseerinnerungen Mermaid Singing, die nach dem ersten Sommer fertiggestellt wurden. Noch vor dem Beginn des Winters übersiedelte die Familie mit den beiden Kindern Martin und Shane nach Hydra, das mit der Fähre nur drei Stunden von Athen entfernt lag. Dort sollten sie für ein Jahrzehnt bleiben. Es wurde ihre Heimat und sie kauften sich dort ein Haus, in dem im April 1957 ihr drittes Kind, Jason, geboren wurde. Sie bildeten dort zusammen mit anderen Künstlern und Auswanderern eine Gemeinschaft mit einem sozialen Leben. Diese Zeit war für sie selbsterfüllend, denn sie schrieb darüber: „Ich denke, dass wir … wirklich begonnen haben, uns ein Leben aufzubauen, und es war in gewisser Weise ein wunderbares Leben. Zum ersten Mal in meinem Leben, abgesehen von der Zeit, als ich ein sehr junges Mädchen war, fand ich Zeit, selbst zu schreiben, ich fand Zeit für ein soziales Leben, ich fand Zeit, mich richtig um meine Familie zu kümmern. Die Tage dort sind sehr lang und das Leben ist sehr einfach, sehr wunderbar.“
Die akribisch arbeitende Autorin verfasste dort eine Fortsetzung ihrer Reiseerinnerungen über das Leben auf der Insel (Peel Me a Lotus) sowie die beiden Romane in Alleinautorenschaft Walk to the Paradise Gardens (spielt in Kiama) und Honour’s Mimic (spielt auf der Insel Kalymnos). Zeitlebens beschäftigte sie sich in fast obsessiver Weise mit ihrem Geburtsort, indem sie in vier verschiedenen Werken ihre Leser einlud, den Ort zu besuchen, und beschrieb ihn in der Weise, wie ein Neuankömmling ihn sehen würde. Der zweite Roman befasst sich mit der jüngsten Station ihres Lebens, dem Aufenthalt auf der Insel Kalymnos. Ihr Alter Ego dort ist die 31-jährige Australierin Kathy, die ihren Mann in London zurückgelassen hat, um sich von einem Autounfall zu erholen. In einem unwahrscheinlichen, aber sozialtypischen Setting des Romans sieht sie einen Suizid voraus, indem sie Kathys Liebhaber gesteht: „Dieser Autounfall. Ich habe versucht, mich umzubringen.“
George Johnston erkrankte an Tuberkulose, die er sich im Zweiten Weltkrieg zugezogen hatte. Das veranlasste ihn, im Herbst 1962 mit dem Roman My Brother Jack zu beginnen, da er glaubte, nur noch eine kurze Lebenszeit vor sich und keine Zeit für ein weiteres Buch zu haben. Charmian Clift beschäftigte der Gesundheitszustand ihres Mannes sehr und sie unterbrach ihre eigene Arbeit an einem autobiografischen Roman.

### Zurück in Australien
My Brother Jack wurde beim Adelaide Festival im März 1964 vorgestellt, wohin George Johnston allein reiste. Charmian Clift kam mit den Kindern erst einige Monate später in Australien an. Ein ehemaliger Kollege bot ihr an, für seine Zeitung die Tageskolumne zu schreiben. In der Themenauswahl hatte sie dabei weitgehend freie Hand und Charmian Clift empfand dieses Angebot als eine „himmlische Stellenbeschreibung“. Sie verlagerte ihre Arbeit nunmehr vom Privaten ins Politische, indem sie mehr Rechte für Frauen und Migranten, soziale Gerechtigkeit für die Aborigines und die Bewohner der Torres-Strait-Inseln forderte. Zudem lehnte sie offen die Wehrpflicht und den Vietnamkrieg ab. Ein weiteres Anliegen war ihr der Kampf für die lokale Filmindustrie und gegen die Zensur. Der Literaturkritiker Peter Craven bezeichnete sie wegen der Vielseitigkeit, die ihr Œuvre ausmache, als „die größte Essayistin, die dieses Land hervorgebracht hat“.
Diese Kolumnenarbeit mag befriedigend gewesen sein, sie forderte aber ihren Tribut. Zum einen setzte sie sich der harschen Kritik des Leserpublikums aus, zum anderen befiel sie wöchentlich eine „chronisch wiederkehrende Lähmung des Talents“, was sie in ihrem Werk On Being Unable to Write an Article niederschrieb. Auch belastete sie die Sorge um den Lebensunterhalt, weil ihr Mann durch zwei längere Krankenhausaufenthalte dazu nicht mehr beitragen konnte. Ihr eigener Roman The End of the Morning wurde nicht fertig. Diese Nöte versuchte sie mit Alkohol zu bekämpfen, was ihr misslang. Als eine Art Lebensfazit kann ihre Aussage angesehen werden, die sie kurz vor ihrem Tod festhielt: „Ein ganzes menschliches Leben voller Kampf, Tapferkeit, Niederlage, Triumph, Hoffnung und Verzweiflung könnte schließlich für eine einzige betrunkene Eskapade in Erinnerung bleiben.“ („A whole human life of struggle, bravery, defeat, triumph, hope, and despair, might be remembered, finally, for one drunken escapade.“) Doch dieser Hilferuf blieb ungehört. Sie starb am Dienstag, den 8. Juli 1969, im Alter von 45 Jahren an einer Überdosis von Schlaftabletten in Verbindung mit erhöhtem Alkoholkonsum. In den darauffolgenden Tagen hätte sie zahlreiche kulturelle Termine gehabt, die ihr Engagement für Minderheiten und das Sozialgefüge zeigten. Auch eine zweite Grippeimpfung, die für die kommende Woche vereinbart war, verdeutlicht ihren Zukunftsglauben und ihre Lebensbejahung, der durch „einen Moment der Verzweiflung überwältigt wurde“.
Am 10. Oktober 1969 wurde ihre Asche im Rosengarten des Krematoriums Northern Suburbs in Sydney durch ihre beiden ältesten Kinder Martin und Shane verstreut.

## Würdigungen
In ihrer Heimatstadt Kiama wurden eine Straße und das Naturschutzgebiet Charmian Clift Reserve nach ihr benannt.
Charmian Clift wurde im Januar 2023 als Preisträgerin der Commonwealth-weiten Blue Plaque vorgeschlagen, die Menschen und Ereignisse würdigt, die die Geschichte von New South Wales geprägt haben. Die Initiative dazu wurde von Heritage NSW befürwortet. Sue Eggins, Vorsitzende des Heritage NSW, argumentiert in der Bewerbung zu dieser Auszeichnung, der 100. Geburtstag Clifts im Jahr 2023 biete „eine einmalige Gelegenheit, das literarische und kulturelle Erbe einer Frau zu würdigen, die von vielen Schriftstellern und Lesern als unser vergessener, nationaler literarischer Schatz angesehen wird“.

## Werke

### Romane
- 1949: High Valley (zusammen mit George Johnston)
- 1953: The Big Chariot (zusammen mit Johnston)
- 1955: The Sponge Divers (zusammen mit Johnston)
- 1955: Sea and the stone, Bobbs-Merrill (zusammen mit Johnston)
- 1960: Walk to the Paradise Gardens
- 1964: Honour’s Mimic

### Kurzgeschichten
- 1983: Strong Man from Piraeus and Other Stories (zusammen mit Johnston)

### Autobiografien
- 1956: Mermaid Singing, Indianapolis
- 1959: Peel Me a Lotus, London

### Sachbücher
- 1965: Images in Aspic, Selected Essays, Sydney
- 1970: The World of Charmian Clift, Sydney
- 1990: Trouble in Lotus Land, Sydney
- 1991: Being Alone with Oneself, Essay 1968–1969, Sydney, ISBN 978-0-207-16623-5
- 2001: Charmian Clift: Selected Essays

## Film
In der acht Folgen beinhaltenden – in Norwegen und Griechenland gedrehten – Drama-Serie "So long, Marianne" wird auch Clift (gespielt von Anna Torv) umfangreich porträtiert, wie sie mit ihrem Mann George Johnston auf Hydra lebt. Der Film selbst spielt in den Jahren 1960 und 1967 und erzählt die Liebesgeschichte zwischen dem kanadischen Sänger und Dichter Leonard Cohen und der Norwegerin Marianne Ihlen.